# آئودی کوپه
آئودی کوپه (انگلیسی: Audi Coupé) یک کوپه جمع و جور دو در است که از سال ۱۹۸۰ تا ۱۹۹۶ توسط این خودروساز آلمانی تولید شد. این خودرو در هر دو پیکربندی جلو و چهار چرخ متحرک در دسترس بود و با گزینه‌های مختلف موتور از ۱٫۸ لیتری چهار لیتری عرضه می‌شد. موتورهای سیلندر تا موتورهای ۲٫۳ لیتری پنج سیلندر.
آئودی کوپه برای رقابت با سایر کوپه های اسپورت اروپایی مانند بی ام و سری ۳، مرسدس بنز 190E و ولوو ۷۸۰ طراحی شده بود. این آئودی به دلیل هندلینگ عالی، فرمان تیز و استایل اسپرت معروف بود. نسل اول کوپه مبتنی بر پلت فرم آئودی 80 B2 بود، در حالی که نسل دوم کوپه بر اساس پلت فرم آئودی 80 B3 بود.
نسل اول آئودی کوپه در سال ۱۹۸۰ معرفی شد و تا سال ۱۹۸۷ تولید شد. این آئودی با طیف وسیعی از موتورهای چهار و پنج سیلندر خطی، شامل گزینه های بنزینی و دیزلی در دسترس بود. نسل دوم کوپه در سال ۱۹۸۸ معرفی شد و تا سال ۱۹۹۶ تولید شد. این مدل دارای ظاهر زاویه دار تری نسبت به مدل نسل اول بود و با طیفی از موتورهای چهار و پنج سیلندر در دسترس بود.
آئودی کوپه یک انتخاب محبوب در بین علاقه مندان به رانندگی بود و به عنوان یک وسیله نقلیه قابل اعتماد و خوش ساخت از شهرت برخوردار بود. این یک مدل مهم برای آئودی بود که به تثبیت این شرکت به عنوان یک بازیگر جدی در بازار کوپه های لوکس کمک کرد. امروزه آئودی کوپه یک خودروی کلاسیک به حساب می‌آید که مدل‌های زیادی هنوز در حال استفاده و مورد توجه علاقه‌مندان است.